# Yamaha YZF 750
La Yamaha YZF750 è una motocicletta prodotta dalla casa motociclistica giapponese Yamaha dal 1994 al 1998.

## Profilo e contesto
La YZF750 era una moto sportiva di medio-alta cilindrata, dotata del motore Yamaha a quattro cilindri in linea da 750 cm³, che erogava una potenza di circa 120 CV (89 kW).
È stata prodotta in due versioni: quella standard denominata "750R" e il modello omologato come monoposto per essere impiegato nelle competizioni chiamato "750SP".
Meccanicamente la SP differiva dalla R rispettivamente nella posizione del perno del forcellone regolabile, nei carburatori Keihin FCR da 39 mm, nel cupolino che era più piccolo, nel telaietto posteriore rimovibile e nella sella che era fatto per ospitare unicamente il pilota. Inoltre la trasmissione primaria, il cambio e i rapporti finali erano diversi sulla SP. La SP era stata concepita per ottenere l'omologazione per il campionato mondiale Superbike, prima che le regole cambiassero per consentire l'accesso alle moto con cilindrata da 1000 cm³.
La versione da corsa della SP ha vinto la 8 Ore di Suzuka quattro volte tra il 1987 e il 1996.